# メタノバクテリウム界
メタノバクテリウム界( Methanobacteriati )は、メタノバクテリウム属をタイプ属とする古細菌の界である。
歴史的事情により細菌界を意味する-bacteriatiという語尾が付いているが、本界は細菌ドメインではなく古細菌ドメインに所属している。ユリアーキオータ界（Euryarchaeota）とも呼ばれることがあるが、国際原核生物命名規約（ICNP）に基く正当な名称ではない。
主に16S rRNA系統解析によって他の古細菌と区別されている。テルモプロテウス界との比較では、DNAポリメラーゼや細胞分裂機構の差異が大きい。
メタン生成菌や高度好塩菌、超好熱菌、好熱好酸菌、硫酸還元菌、嫌気的メタン酸化菌など多様な古細菌が含まれる。

## 下位分類
下位分類としては、メタノバクテリウム門、テルモプラズマ門、ハロバクテリウム門の3門が記載されている。2025年7月現在LPSNは、このうち後ろ2問をシノニムとし、メタノバクテリウム門のみを認めている。
一方、現在別の界として認識されているナノブデラ界（Nanobdellati）は長枝誘引によるアーティファクトであり存在しないとして、本界に含むとする見解もある。